# Mesosemia friburgensis
Mesosemia friburgensis är en fjärilsart som beskrevs av William Schaus 1902. Mesosemia friburgensis ingår i släktet Mesosemia och familjen Riodinidae. Inga underarter finns listade i Catalogue of Life.